# Radio LBC
LBC (obecne rozwinięcie skrótu to Leading Britain’s Conversation) – ogólnobrytyjska stacja radia mówionego z siedzibą w Londynie. Jej właścicielem jest koncern mediowy Global.

## Historia
LBC była pierwszą licencjonowaną komercyjną rozgłośnią radiową, która – rozpoczynając nadawanie 8 października 1973 – złamała 50-letni monopol BBC. Stacja nosiła nazwę London Broadcasting Company. W 2007 stacja zmieniła właściciela z Chrysalis na Global oraz zmieniła nazwę na London Biggest Conversation, co było grą liter w dotychczasowej nazwie stacji. Po rozpoczęciu nadawania w systemie DAB radio zmieniło nazwę na Leading Britain’s Conversation.

## Profil
LBC jest stacją radia mówionego, skupioną na tematach politycznych i obyczajowych. Formułą radia jest phone-in, czyli czynny udział słuchaczy w programie. Oprócz stałych prezenterów swoje programy prowadzą osobistości ze świata polityki, np. do niedawna Nigel Farage. W stolicy Wielkiej Brytanii w 2016 stacji słuchało ok. 1 mln słuchaczy, dając rozgłośni 5. miejsce wśród londyńskich stacji komercyjnych. Stacja postrzegana jest jako prawicowa, choć zatrudnia również prezenterów o poglądach lewicowych, takich jak James O’Brien.